# تئاترشهر والفیشگاسه

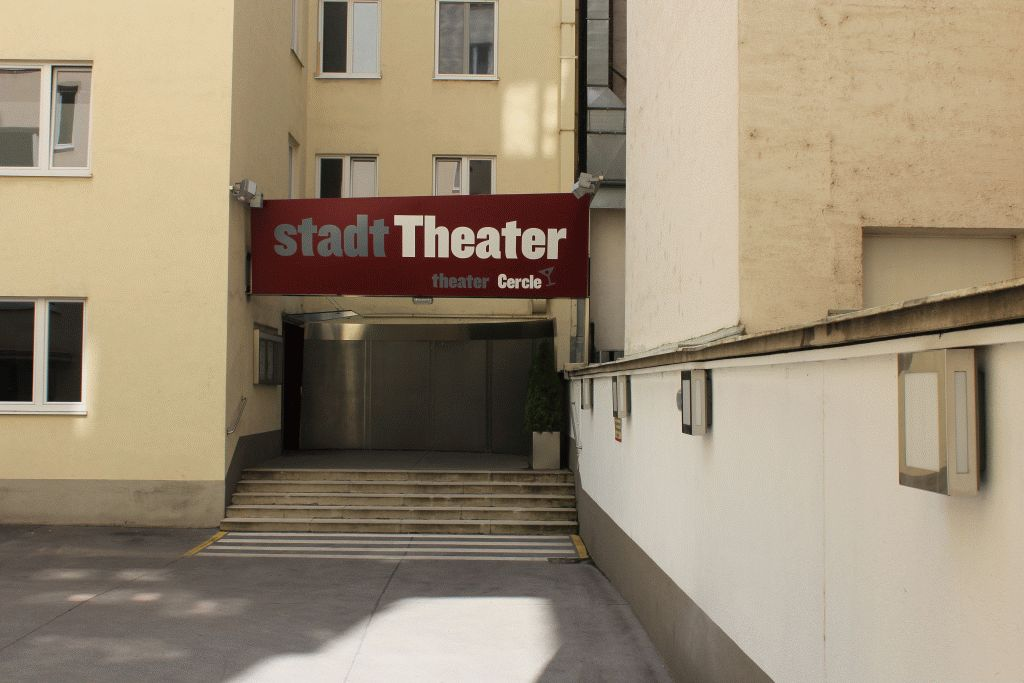
ورودی تئاتر

تئاترشهر والفیشگاسه یک تئاتر در ناحیه درون‌شهری وین در محله والفیشگاسه است (البته گاسه در زبان آلمانی به معنی کوچه است).
از پاییز ۲۰۱۵ تا تابستان ۲۰۲۰، این مکان توسط اپرای دولتی وین اجاره شد تا برای اپراهای کودکان و سایر رویدادهای ویژه استفاده شود.

## تاریخچه
در اکتبر ۱۹۵۹، تئاتر جدید در Kärntnertor دروالفیشگاسه به سرپرستی گرهارد برونر ساخته شد. در سال ۱۹۶۶ گرهارد برونر تئاتر را تعطیل کرد. اکنون یک انجمن گروهی از این مکان برای رویدادها استفاده می‌کند. در سال ۱۹۶۹، تحت مدیریت فلیکس دووراک، گروه کاباره The Cube, Revue Spurs را در Schmeh اجرا کرد. هر از گاهی این مکان توسط تئاتر موسیقی Gesellschaft für Musiktheater به عنوان محل اجرا استفاده می‌شد. از سال ۱۹۷۳ خانه دوباره به‌طور مرتب مورد استفاده قرار گرفت. دو گروه تا سال ۱۹۷۷ تئاتر را به اشتراک گذاشتند: کارگاه هانس گراتزر و کافه تئاتر دیتر هاسپل (که بعداً به آنسامبل تئاتر تغییر نام داد). در سال ۱۹۷۸، Neues Theatre am Kärntnertor سرانجام با تصاحب هلموت سیدریتس به Kleine Komodie تبدیل شد. سیدریتس در کمدی‌های تبلوید بین‌المللی تخصص داشت. در سال ۲۰۰۳ سیدریتس مجبور شد صحنه خود را ببندد، که به‌طور فزاینده ای با استفاده از ظرفیت و مشکلات مالی دست و پنجه نرم می‌کرد.
در سال ۲۰۰۴، آنیتا آمرسفلد به عنوان کارگردان تئاتری که اکنون تئاترشهر والفیشگاسه نامیده می‌شود، شروع به کار کرد. تئاتر شهر در ۲۰ آوریل ۲۰۰۵ افتتاح شد. چارلز لوینسکی با ساخته خود دوستان، زندگی ارزش زیستن دارد. این برنامه شامل نمایشنامه‌های سیاسی-طنزی با ارتباط اجتماعی و همچنین تئاتر موسیقی مدرن و کاباره پیچیده اتریشی بود. تولیدات داخلی عمدتاً شامل اولین نمایش‌ها و همچنین اولین نمایش‌های آلمانی زبان و اتریشی بود. نویسندگانی مانند چارلز لوینسکی، فلیکس میترر، پیتر تورینی، لیدا وینیویچ، پیتر پاتزاک و روپرت هنینگ نمایشنامه‌هایی را برای تولیدات خود خانه نوشته‌اند. StadtTheater به عنوان یک تئاتر مهمان، به‌طور منظم محصولات دیگر تئاترها یا گروه‌های تئاتر مستقل از کشورهای آلمانی زبان را نمایش می‌داد.
کارهای مهم اجرای مهمان شامل مجموعه کنسرت‌های فروخته شده "Unter 4 Augen" و "Bevor ich vergesse" با هرمان ون وین و ادیت لیرکز، " The Tiger Lillies در کنسرت"، "An Intimate Evening with Marianne Faithfull ", "A جنگ‌های گائودی در اوتاکرینگ و «با مداد و گیتار» توسط و با آریک برائر، قطعات در شک برای متهم با کریستین کوهلوند، نوسنتو - افسانه پیانیست اقیانوس با توماس بورچرت، اسکار و بانوی صورتی با دوریس کونستمن، افسانه شراب خوار مقدس با ارنست کونارک، گزارشی برای یک آکادمی با بازی فلیکس میترر و خدای کشتار (کمدی پورشیا).
StadtTheater علاوه بر صحنه اصلی با گنجایش ۲۷۱ صندلی، یک مکان دوم کوچکتر به نام theaterCercle نیز داشت که برای خواندن، اجراهای انفرادی یا کنسرت استفاده می‌شد.

## نمایش‌ها (۲۰۰۵–۲۰۱۵)
- دوستان، زندگی ارزش زندگی کردن را دارد اثر چارلز لوینسکی به کارگردانی چارلز لوینسکی (OE)
- گیرنده ناشناس توسط کرسمن تیلور به کارگردانی ایزابلا سوپانز
- Heimat, Heimat شیرین اثر چارلز لوینسکی، کارگردان: Hanspeter Horner (کار سفارشی، UA)
- Baby Talk اثر پیتر لوند و توماس زافکه کارگردان: توماس شندل (ÖE)
- مصاحبه تئودور هولمن و تئو ون گوگ به کارگردانی پیتر پاتزاک (UA)
- Marlene Moves کارگردان و فیلمنامه: Thomas Schendel (ÖE)
- فایل‌ها - ازدواج در سکوت به نویسندگی و کارگردانی پیتر پاتزاک (UA)
- Ich Hackl، کتاب: Joesi Prokopetz، موسیقی و متن: Georg Danzer، کارگردان: Rudolf Frey (UA)
- بهترین کتاب و کنفرانس Farkas & Co: Georg Markus (UA)
- میهن‌پرست اثر فلیکس میترر، کارگردان: ورنر اشنیدر (کار سفارشی، UA)
- Paradiso اثر لیدا وینیویچ به کارگردانی Mathias Levefre (UA)
- کاباره ارواح گمشده ساخته کریستین سیمئون و پاتریک لاویوسا، کارگردان: توماس شندل (DE)
- جنایات کوچک ازدواج اثر اریک امانوئل اشمیت به کارگردانی توماس شندل
- عشق در ماداگاسکار اثر پیتر تورینی در نسخه جدید به کارگردانی پیتر پاتزاک (UA نسخه جدید)
- Geisterbahn اثر لیدا وینیویچ، کارگردان: نیکولاس بوشل (UA)
- The Annoyance اثر فرانسیس وبر به کارگردانی توماس شندل
- کلوپ کلئوپاترا اثر پل شریدر به کارگردانی روپرت هنینگ (EA)
- پشت صحنه اثر ویلیام ام داونز به کارگردانی آندره پول (UA)
- مرگ و دوشیزه اثر آریل دورفمن به کارگردانی توماس شندل
- شب تبدیل شده توسط جاشوا سوبول به کارگردانی جاشوا سوبول (UA)
- انتقام اثر آنتونی شفر به کارگردانی کارولین پینکوس
- لوتی و لیلیا اثر کاترین آمون، کارگردان: ماتیاس لفور (UA)
- فریب خورده توسط هارولد پینتر به کارگردانی ورنر اشنیدر
- نام الکساندر دو لا پاتلییر و ماتیو دلاپورت به کارگردانی کارولین پینکوس
- C(r)ash توسط روپرت هنینگ، کارگردان: Carolin Pienkos (UA)
- انیگما اثر اریک امانوئل اشمیت به کارگردانی ایزابلا سوپانز
- سه بار زندگی می‌کند یاسمینا رضا به کارگردانی مایکل گمپ
- نیمه حقیقت اثر آلن آیکبورن به کارگردانی کارولین پینکوس
- The Proof اثر دیوید آبرن به کارگردانی کارولین پینکوس
- شک اثر جان پاتریک شانلی به کارگردانی کریستین ویپلینگر
- دوستان، زندگی ارزش زندگی کردن را دارد اثر چارلز لوینسکی به کارگردانی چارلز لوینسکی